# Jean Elias
Jean Elias (5 dicembre 1969) è un ex calciatore brasiliano, di ruolo difensore.